# Phrynobatrachus sternfeldi
Phrynobatrachus sternfeldi és una espècie de granota que viu a la República Centreafricana.